# イグアス国立公園 (アルゼンチン)
アルゼンチンのイグアス国立公園は、1934年に設定された国立公園。ミシオネス州北部のイグアス県にある。その名の通り、アルゼンチン最大級の自然美を誇るイグアスの滝と周辺の亜熱帯の密林を対象とする。イグアス川の対岸には、ブラジルのイグアス国立公園が存在し、ともに世界遺産に登録されている。
公園の動物相には絶滅危惧種も含まれ、オセロット、ジャガー、アメリカバク、オオアリクイ、オウギワシなどの森林性の猛禽類、オオハシ類、ホウカンチョウ科、クチビロカイマン、ハナグマ類（ハナグマ属、ヤマハナグマ属）、ホエザルや、多岐にわたる蝶などが生息している。
イグアス川は、1320km流れてイグアスの滝から23km下流でパラナ川に合流する。公園内での最大幅は1500mで、最初に南へ曲がったあと北へ曲がり、大きなU字型を描いている。土手に沿って花がアルゼンチンの国花にもなっているアメリカデイゴを含む木々が密生している。
公園内の植物相はノウゼンカズラ科のラパチョ・アマリリョや40メートルの高さになるキョウチクトウ科のパロ・ロサ、パルメットヤシなどが特徴的である。
公園に指定されている地域は既に一万年以上前から狩りや牧畜を行う人が住んでいた。彼らは新たな農業技術を持っていたグアラニー人に1000年ごろに逐われたが、そのグアラニーもまた16世紀にはスペイン人やポルトガル人に逐われた。とはいえ、イグアス（グアラニー語で「大いなる水」）の名は、彼らの遺産であるといえる。この地を最初に訪れたヨーロッパ人はアルバル・ヌニェス・カベサ・デ・バカであり、1542年のことであった。1609年にはイエズス会の宣教師たちが続いた。

## 世界遺産登録基準
この世界遺産は世界遺産登録基準のうち、以下の条件を満たし、登録された（以下の基準は世界遺産センター公表の登録基準からの翻訳、引用である）。
- (7) ひときわすぐれた自然美及び美的な重要性をもつ最高の自然現象または地域を含むもの。
- (10) 生物多様性の本来的保全にとって、もっとも重要かつ意義深い自然生息地を含んでいるもの。これには科学上または保全上の観点から、すぐれて普遍的価値を持つ絶滅の恐れのある種の生息地などが含まれる。